# Niantic, Inc.
Niantic, Inc. és una companyia nord-americana de desenvolupament de programari amb seu a San Francisco, Califòrnia, coneguda pel desenvolupament i la publicació dels jocs mòbils de realitat augmentada Ingress i Pokémon GO. Pren el seu nom d'un vaixell balener que va arribar a San Francisco durant la febre de l'or. La companyia va ser creada l'any 2010 pel fundador de Keyhole John Hanke, una startup interna de Google abans d'esdevenir una companyia independent a l'octubre de 2015.
En el mes de setembre de 2012 Niantic llança el seu primer producte, una aplicació gratuïta per Android anomenada Field Trip, dos mesos abans del llançament d'Ingress, un joc de realitat augmentada també per a dispositius amb Android que només podia ser adquirit amb invitació. En el mes de juliol de 2014, Ingress arriba de manera oficial a la plataforma iOS, deixant de ser exclusiu per Android. En juliol de 2016 Niantic llança Pokémon GO, la seva aplicació més exitosa.